# لورا تايلور سوين
لورا تايلور سوين (بالإنجليزية: Laura Taylor Swain)‏ هي محامية وقاضية أمريكية، ولدت في 1958 في بروكلين في الولايات المتحدة.